# Yuyue (köpinghuvudort i Kina, Zhejiang Sheng, lat 30,52, long 120,26)
Yuyue är en köpinghuvudort i Kina. Den ligger i provinsen Zhejiang, i den östra delen av landet, omkring 31 kilometer norr om provinshuvudstaden Hangzhou. Antalet invånare är 32 034. Befolkningen består av 15 791 kvinnor och 16 243 män. Barn under 15 år utgör 13,0 %, vuxna 15-64 år 74 %, och äldre över 65 år 11,0 %.
Runt Yuyue är det tätbefolkat, med 591 invånare per kvadratkilometer. Närmaste större samhälle är Xucun, 13,6 km sydost om Yuyue. Trakten runt Yuyue består till största delen av jordbruksmark.
Genomsnittlig årsnederbörd är 1 869 millimeter. Den regnigaste månaden är juni, med i genomsnitt 328 mm nederbörd, och den torraste är november, med 74 mm nederbörd.